# Teràpia breu centrada en solucions
La teràpia breu centrada en solucions (SFBT en anglès) és un enfocament col·laboratiu orientat a objectius per al canvi psicoterapèutic que es realitza mitjançant l'observació directa de les respostes dels clients a una sèrie de preguntes construïdes amb precisió. Basat en el pensament constructivista social i la filosofia wittgensteiniana, aquesta corrent se centra a abordar el que els clients volen aconseguir sense explorar la història i la procedència dels problemes. Les sessions de teràpia centrada en solucions solen centrar-se en el present i el futur, centrant-se en el passat només en el grau necessari per comunicar l'empatia i la comprensió específicament de les preocupacions del client.
La teràpia centrada en solucions és una tècnica d'entrevista orientada al futur i orientada a objectius que ajuda els clients a "construir solucions". Elliot Connie defineix la creació de solucions com "un procés de llenguatge col·laboratiu entre el client (s) i el terapeuta que desenvolupa una descripció detallada del futur/objectius preferits del client (s) i identifica les excepcions i els èxits passats". En fer-ho, escentra en els punts forts i els recursos dels clients.